# قاطار (کلیبر)
قاطار یکی از روستاهای استان آذربایجان شرقی است که در دهستان آبش‌احمد بخش آبش‌احمد شهرستان کلیبر واقع شده‌است.